# Deandra van der Colff
Deandra van der Colff (sinh ngày 31 tháng 5 năm 1993 tại Bulawayo, Zimbabwe) là một vận động viên bơi lội người Botswana.
Cô đã tham gia các cuộc thi 50 m tự do và 50 m bướm tại Giải vô địch thể thao dưới nước thế giới 2011 và ở nội dung 50 m tự do, 50 m bơi ếch và 50 m tại Giải vô địch bơi lội thế giới FINA 2012 (25 m). Van der Colff cũng đã tham dự các nội dung bướm 50 m và 50 m tại Giải vô địch thể thao dưới nước thế giới 2013.